# Sharon Jones
Sharon Jones (4. května 1956 Augusta, Georgie, USA – 18. listopadu 2016) byla americká zpěvačka. Brzy po narození se přestěhovala do New Yorku, kde zpívala v kostelním sboru. Svou kariéru zahájila v polovině sedmdesátých let v různých uskupeních; známou se však stala až v devadesátých letech, kdy sestavila vlastní skupinu Sharon Jones & The Dap-Kings. V letech 2006 a 2007 vystupovala při turné se zpěvákem a kytaristou Lou Reedem. V roce 2013 ji byla diagnostikována rakovina žlučových kanálků. Zemřela o tři roky později ve věku šedesáti let.